# 安東尼奧·阿丹
安東尼奧·艾丹·加里多（西班牙語：Antonio Adán Garrido，1987年5月13日—），出生在馬德里，是一名西班牙足球員，司職門將。曾效力葡超球會士砵亭。他曾為西班牙各級青年國家隊出戰。

## 球會
艾丹出身自皇家馬德里青訓系統。2005/06球季，他成為皇家馬德里C隊的正選門將，上陣36次，被攻入29球。他亦代表球隊出戰三場青年足球冠軍盃賽事，以不失一球的姿態贏得冠軍。
翌季，艾丹在2006年8月獲選為皇家馬德里美國之旅的成員，並擔任皇家馬德里B隊隊長佐迪·哥甸拿的替補，直至後者被提升上一隊。
8月26日，艾丹在以1-1逼和卡斯特隆的賽事中首次於西乙上陣。雖然，他隨後在六場聯賽賽事中上陣，球隊最終仍然降班。
佐迪·哥甸拿轉會至基達菲後，阿丹在2009/10球季獲提升上一隊參與季前訓練。他仍然主力代表皇家馬德里B隊上陣，在一隊陣容，他則是第三門將，排在卡斯拿斯和杜迪克之後。
2010年12月8日，阿丹在2010/11賽季歐洲冠軍聯賽以4-0的比分擊敗歐賽爾的賽事進行至44分鐘時入替杜迪克而首次上陣，皇家馬德里當時在分組賽已經晉級，因此時任領隊摩連奴收起了大部分主力，他亦因而間接得到上陣機會。隨後的一個月，他在西班牙國王盃以0-2的比分不敵利雲特的賽事中正選上陣，兩回合總計以8-2的比分晉級。
2011年1月13日，艾丹在以1-0的比分擊敗愛斯賓奴的賽事進行至兩分鐘時，在門將卡斯拿斯被逐的情況下，入替安祖·迪馬利亞而首次在西甲上陣。
2017年9月21日，皇家貝提斯作客伯納烏，皇馬雖然佔有超過6成以上的控球權，全場總共有多達12次射門、8次射正，但都被倒戈前皇馬門將艾丹擋住再加上兩次射中門柱，
終止了皇馬的連73場進球紀錄外，皇馬終場還在傷停被絕殺，最終以0比1爆冷敗給皇家貝提斯。

## 國際賽
2006年夏天，作為西班牙U19隊長的阿丹與其餘四名皇家馬德里的青訓球員查維·加西亞、埃斯特班·格尼路、桑·馬達和阿爾拔圖·貝爾奴出戰2006年歐洲U-19足球錦標賽並贏得冠軍。
2006年10月，阿丹獲西班牙U21徵召出戰2007年歐洲U-21足球錦標賽附加賽對意大利U21的賽事，但未獲派上陣，最終西班牙兩回合總計以1-2的比分不敵對手。

## 榮譽
西班牙U19
- 歐洲U-19足球錦標賽：2006年

### 球會
皇家馬德里
- 西甲: 2011–12冠軍

馬德里競技
- 歐洲超級盃: 2018冠軍

## 外部連結
- （英文）BDFutbol profile （页面存档备份，存于）
- （英文）Transfermarkt profile （页面存档备份，存于）
- （英文）安東尼奧·阿丹 – FIFA國際賽競賽紀錄 (存檔)